# Mense Ruiter
Mense Ruiter (Enschede, 5 oktober 1908 - Groningen, 6 maart 1993) was een Nederlands orgelbouwer.
Hij heeft zeer veel pijporgels vervaardigd, vooral voor kerken in het noordoosten van Nederland: de provincies Groningen, Friesland en Drenthe.
In 1931 richtte hij zijn eigen orgelbouwbedrijf op. Aanvankelijk deed hij vooral onderhoud en restauratie en bouwde hij kleine orgels. Vanaf 1950 bouwde hij ook complete grote kerkorgels, als eerste voor de hervormde Petruskerk in Woldendorp.
Enkele belangrijke andere orgels van Ruiter bevinden zich in de Maranathakerk in Den Haag (1952) en de Koningskerk in Amsterdam (1959).

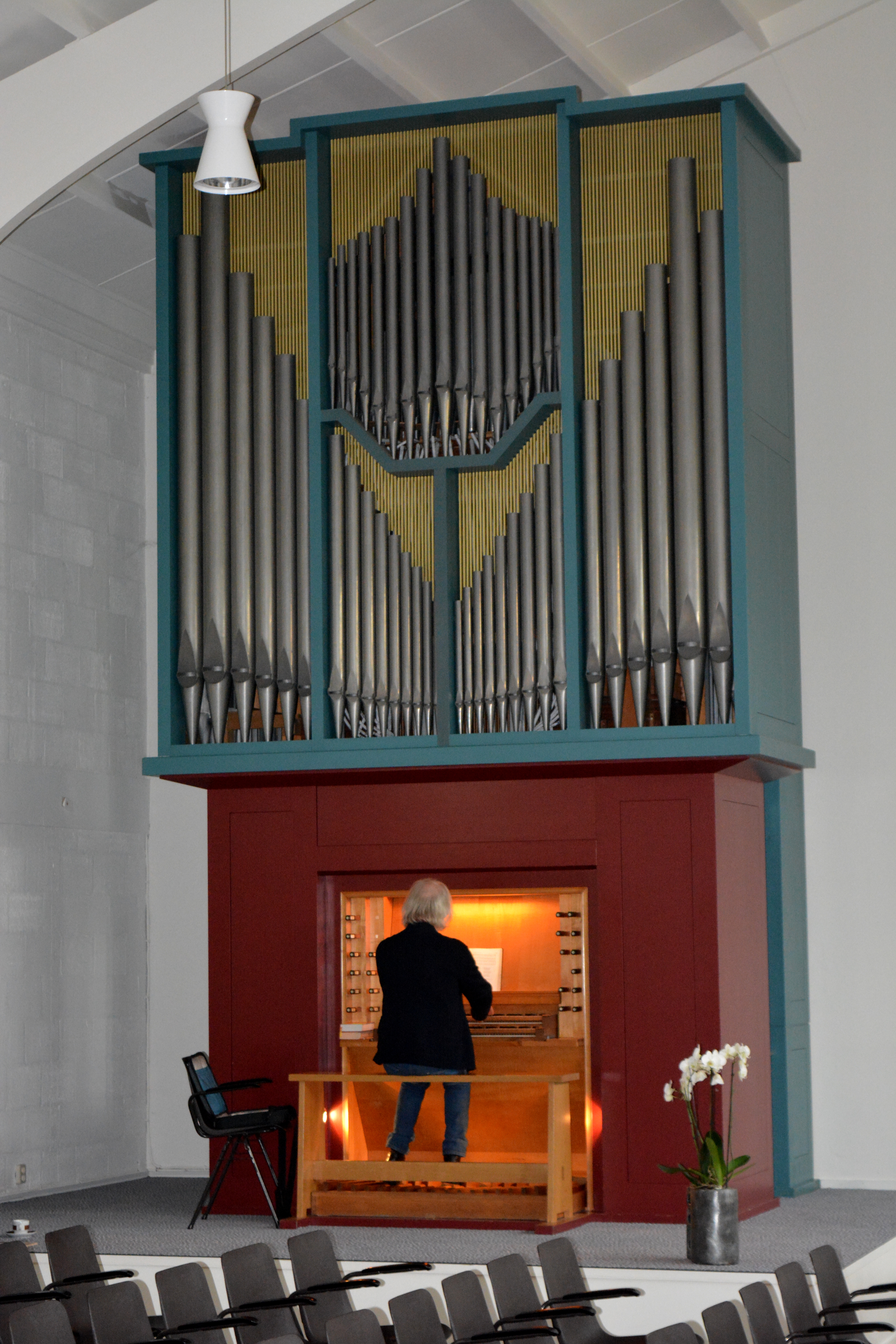
Orgel van Mense Ruiter in de Nieuw Perspectief-kerk in Hardegarijp (1960).
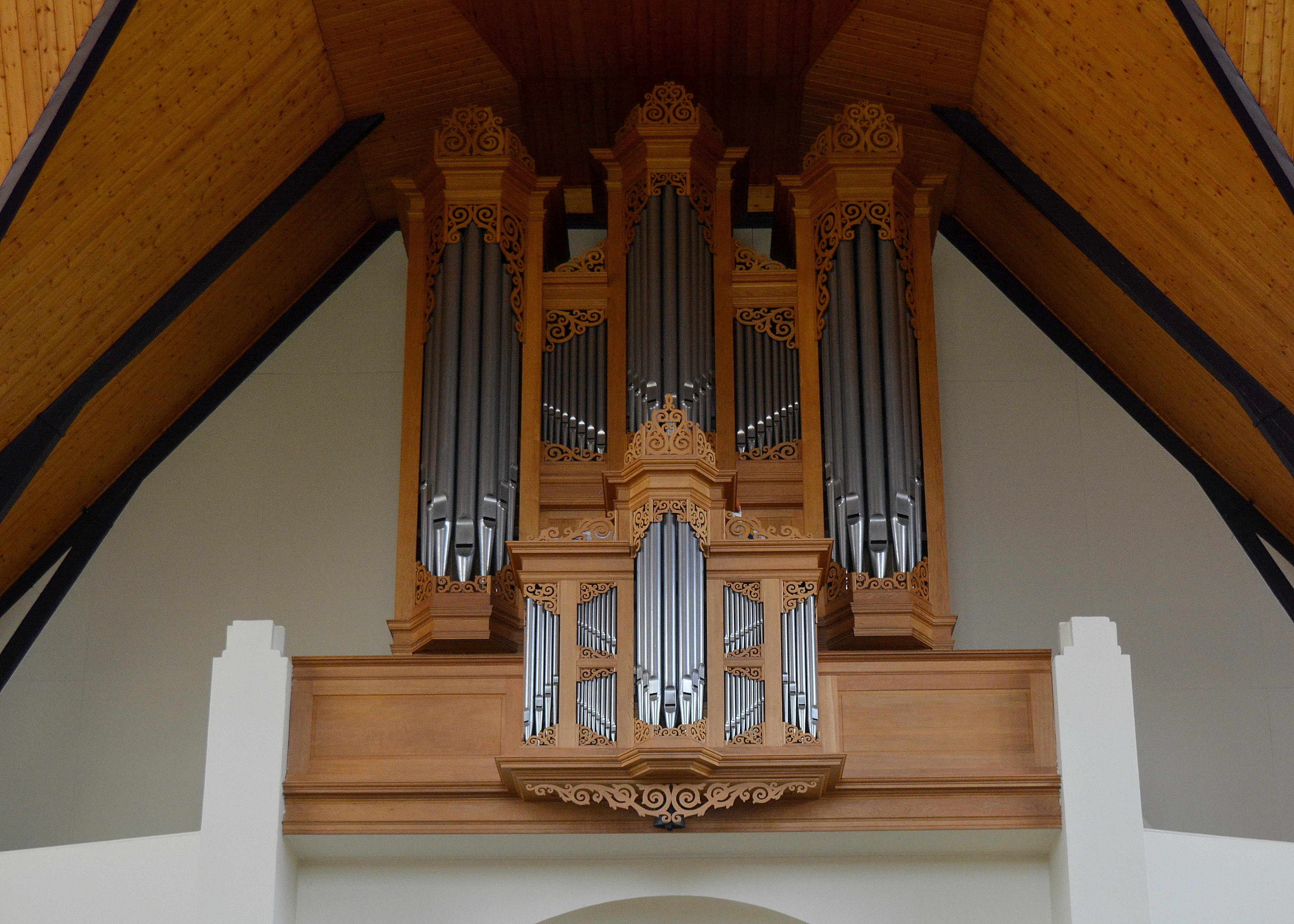
Orgel van de firma Mense Ruiter in de Grutte Tsjerke van Kollumerzwaag (1980).

In 1974 trok Ruiter zich terug als directeur, maar hij bleef tot zijn dood in 1993 betrokken bij het bedrijf, dat onder zijn naam werd voortgezet. Het verhuisde van Zuidwolde (Groningen) naar Ten Post. In 2020 droeg directeur Dolf Tamminga, die sinds eind jaren zeventig bij Mense Ruiter werkte en sinds 2013 de leiding had, het bedrijf over aan de orgelbouwer Sander Booij te Langbroek. Mense Ruiter Orgelmakers B.V. heeft zijn hoofdvestiging in Ten Post met een werkplaats in Langbroek.
Adema · Gebroeders Van der Aa · Jacobus Armbrost · Bakker & Timmenga · Johann Bätz · Jonathan Bätz · Joseph Binvignat · Sander Booij · Martin Butter · Van Dam · Matthijs van Deventer · Geert Pieters Dik · Johannes Duyschot · Roelof Barentszn Duyschot · Bernhardt Edskes · Marten Eertman · Gerardus Elberink · Elbertse · Antoon van Elen · Flentrop · Dirk Flentrop · Heinrich Hermann Freytag · Rudolf Garrels · Justus Geerkens · Pieter Geerkens · Gradussen · Albertus van Gruisen · Willem van Gruisen · Nicolaas van Hagen · Willem Hardorff · Hendrik Hermanus Hess · Jan van den Heuvel · Jan Adolf Hillebrand · Albertus Antoni Hinsz · Bernard Petrus van Hirtum · Nicolaas van Hirtum · Cornelis Hoornbeek · Klop Orgels & Klavecimbels · Hermanus Knipscheer · Johan Frederik Kruse · Ernst Leeflang · Lohman · Jan van Loo · Michaël Maarschalkerweerd · Pieter Maarschalkerweerd · Abraham Meere · Roelf Meijer · Michaël Mercator · Carl Friedrich August Naber · Familie Niehoff · Cornelis van Oeckelen · Petrus van Oeckelen · Detlef Onderhorst · Pels & Van Leeuwen · Pereboom & Leijser · Elbert Pluer · Radersma · Joachim Reichner  · Reil · Cornelis Rogier · Mense Ruiter · Conradus Ruprecht II · Hans Wolff Schonat · Franciscus Cornelius Smits · Frans Casper Snitger · Johannes Stephanus Strümphler · Johannes Wilhelmus Timpe · Valckx & Van Kouteren · Kam & Van der Meulen · Henk Veeningen · Matthijs Verhofstadt · Vermeulen · Verschueren · Johannes Vollebregt · Jacobus Vollebregt · Van Vulpen · Christian Gottlieb Friedrich Witte · Johan Frederik Witte · Lodewijk Ypma · Jacobus Zeemans
Zuid-Nederlands orgelbouwer (voor 1830)